# Región Amazónica (Ecuador)
La región Amazónica del Ecuador, conocida también como Amazonía u Oriente, es una región geográfica del país sudamericano conformada por un área aproximada de 120 000 km2 de la Amazonia.  Comprende las provincias de Sucumbíos, Orellana, Napo, Pastaza, Morona Santiago y Zamora Chinchipe.  Se extiende sobre un área de exuberante vegetación, propia de los bosques húmedo-tropicales, representa el 43% del territorio ecuatoriano.  Sus límites están marcados por la cordillera de los Andes en la parte occidental de esta región, mientras que limita con Perú y Colombia en el límite meridional y oriental, respectivamente.

## Geografía

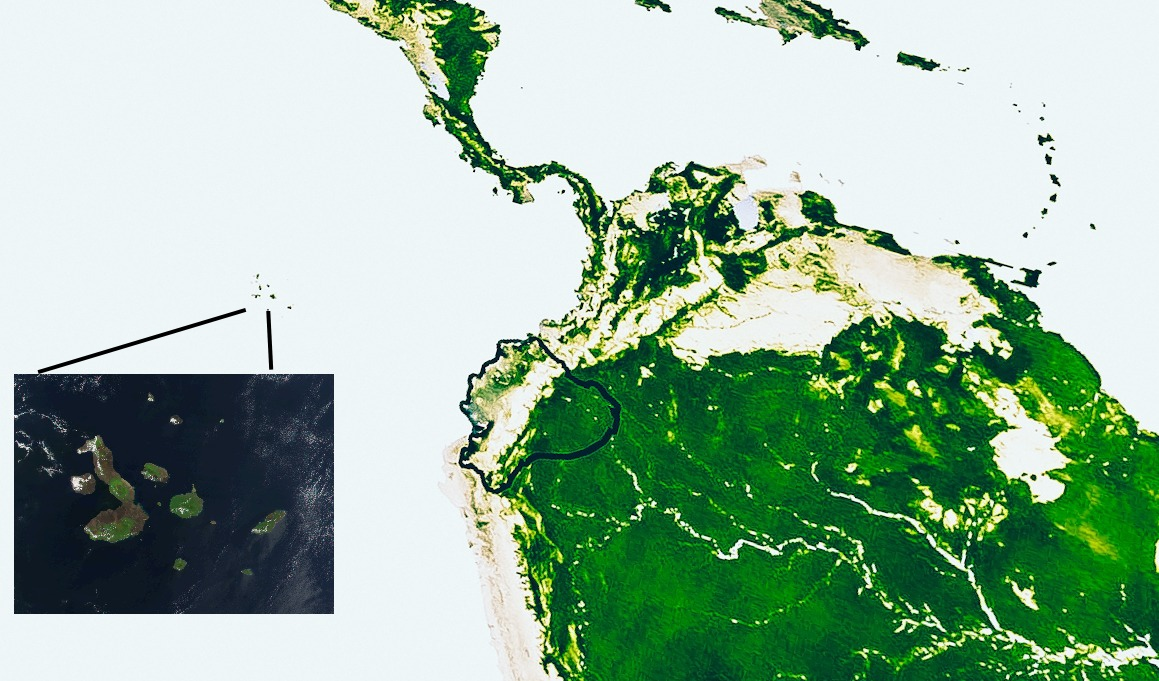
Mapa de la geografía ecuatoriana con relación a la cuenca del Río Amazonas.

El relieve de la Amazonía está conformado por una serie de colinas que se originan en forma de sierra en los Andes orientales y descienden hasta la llanura del Amazonas. Existen dos regiones geográficas: la Alta Amazonía y la Llanura Amazónica. En la primera región se pueden encontrar las cordilleras de Napo Galeras, Cutucú, Cóndor y Sireno. Los relieves más importantes de la Amazonía se encuentran en la parte norte de la región, cerca del volcán Sumaco, y los más bajos hacia el Este de la región. 

### Cuencas hidrográficas del Amazonas

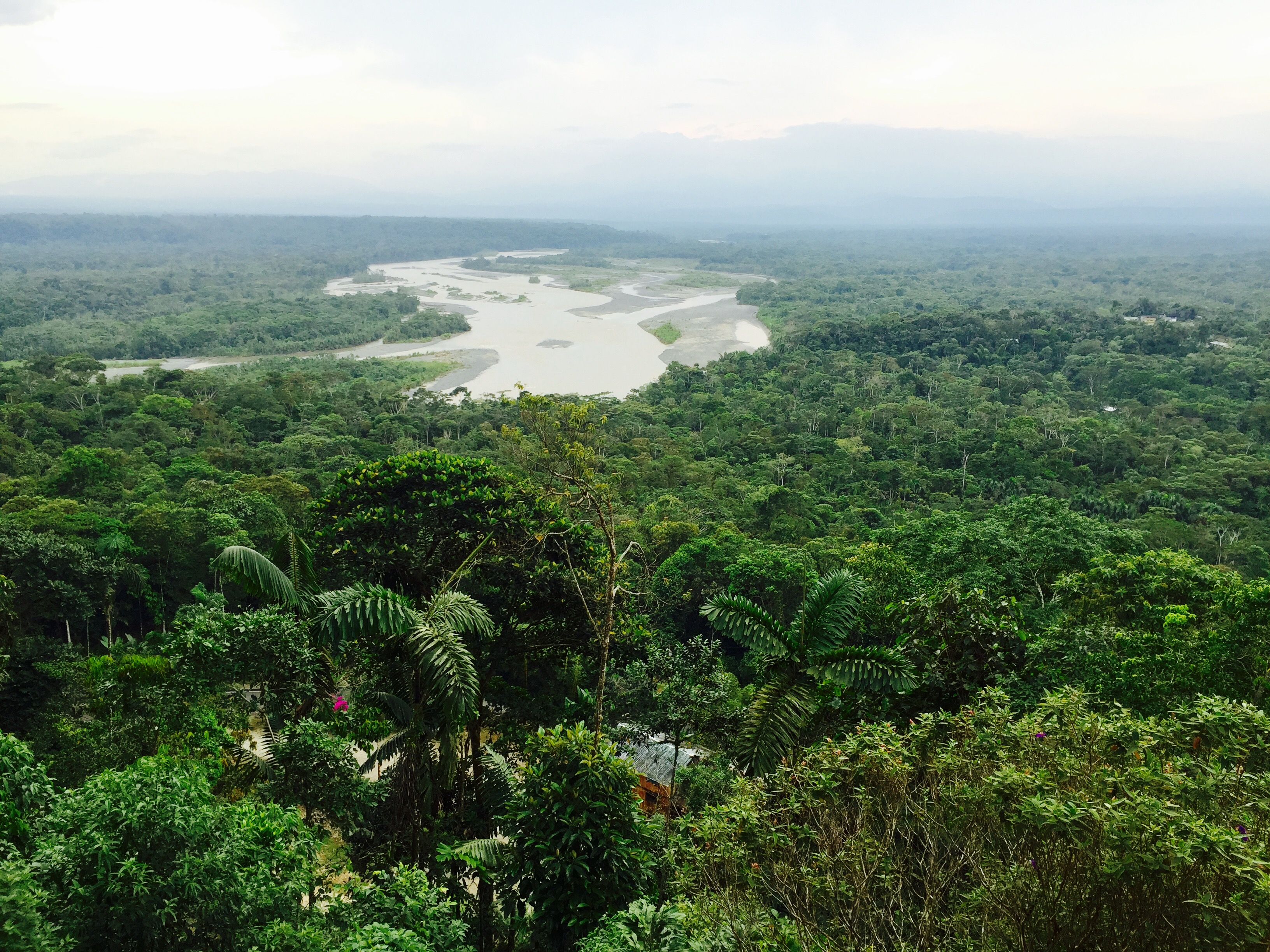
Vista de la vasta amazonia

La cuenca de la Amazonía está formada por la afluencia de numerosos ríos que nacen en los Andes y al sudeste del país en la Cordillera del Cutucú, tercer ramal andino. Estos ríos se caracterizan por ser caudalosos y navegables en la mayoría de su curso, siendo los más importantes :
- Río Napo: este río se forma por las vertientes que provienen de las provincias de Tungurahua y Cotopaxi. En su recorrido recibe aguas de los ríos Coca, Aguarico y Curaray. Cuando se une con el río Marañón se forma el Amazonas.
- Río Pastaza: nace con el nombre de río Cutuchi y Patate, desemboca en el río Marañón.
- Río Santiago: es el resultado de la unión de los ríos Namangoza y Zamora, también desemboca en el río Marañón.

### Clima de la Amazonia
La temperatura anual promedio oscila entre los 15 y los 40 °C. La tercera cordillera, en esta región, se ubica al este y en sentido paralelo a la Cordillera Real, con separación de unos 40 km. El ecosistema amazónico, en especial su bosque tropical lluvioso, contiene los hábitat vegetales y animales más rico y complejos del mundo.[cita requerida]
La existencia de una prolífica flora y fauna junto a variaciones de macro y microhábitat radica la característica más importante de esta región.

## Economía
La Amazonía es una de las regiones que provee al estado ecuatoriano del petróleo que se exporta. Las actividades principales de la región son la extracción petrolera, el comercio, el turismo, la ganadería y la agricultura. La prestación de servicios (funcionarios, empleados públicos, trabajadores de la pequeña industria y manufacturas) siguen en importancia.
- Recursos Naturales: Caña, plátano, banano, naranjilla, yuca, tabaco, té.

### Petróleo
En 1964, Pilco Company (SYPSA) comenzó la exploración en el noroeste de Ecuador. Al año siguiente comenzaron las operaciones cerca de lo que hoy sería Nueva Loja, por un consorcio de Texaco y Gulf Oil. El consorcio encuentra un pozo petrolero y en 1972 comienza la producción a gran escala. El Gobierno de Ecuador crea la primera compañía estatal CEPE, ahora Petroecuador, y obtiene un 25% de los intereses del consorcio en 1974.Pasados 20 años Lago Agrio produjo 1,7 billones de barriles por $25 billones. En 1977 Gulf vende sus intereses a CEPE y Texaco transfiere el manejo a Petroecuador en 1990, y termina la concesión en 1993, dejando a Petroecuador como único dueño.
El yacimiento más grande en producción del país estaría ubicado en la localidad de Los Encuentros, en la provincia oriental de Zamora Chinchipe. A pesar de que el descubrimiento se hizo durante el 2007, no fue sino hasta marzo de 2008 cuando se hizo público. "Éste es un incentivo para seguir adelante con nuestro trabajo y un aliciente para impulsar el desarrollo minero de Fruta del Norte, y continuar en la búsqueda de nuevos yacimientos que permitan el crecimiento de la economía", apuntó el geólogo Jorge Lema, citado por el comunicado de la empresa minera estatal Petroleos del Ecuador.
Aparte de esto, Ecuador, como miembro de la OPEP, siempre se ha visto beneficiado de precios estables en sus exportaciones petroleras, aunadas con su ingente potencial de yacimientos de Gas Natural en la frontera norte con Colombia, que en el futuro le seguirán garantizando su independencia en materia energética, sin depender del exterior, y posibilitándole un mayor potencial de crecimiento económico.

### Minas de oro de Nambija
El yacimiento de Nambija es una mina aurífera en el caserío del mismo nombre, en Ecuador. Es el yacimiento más grande de la provincia de Zamora. Se encuentra a 36 km de la ciudad de Zamora, a 2600 metros sobre el nivel del mar. Para llegar a las minas de Nambija existe servicio de rancheras desde el barrio Namírez, pasando por la parroquia San Carlos.
Las montañas que se encuentran allí están surcadas por numerosas galerías y cavernas, donde miles de cateadores emplearon métodos tradicionales de extracción, que causaron graves accidentes en los que murieron cientos de personas. Debido a la codicia del oro en la región se vivió un clima de impunidad alimentado por el auge de la criminalidad y la delincuencia.
En los alrededores se practica también la ganadería y se destaca la presencia de áreas boscosas dispersas. Todos los desechos de esta explotación han sido vertidos al río Nambija, acabando con la posibilidad de que sus aguas sean utilizadas en balnearios y provocando una grave contaminación del cauce y destrucción de fauna y flora locales.

### Turismo
En la Amazonia, 20 especies de plantas proporcionan el 90 % de la demanda mundial. Existen ocho mil especies de plantas medicinales, 85 especies de peces, 47 anfibios y reptiles, 95 aves y 80 especies de mamíferos en peligro de extinción, donde vive el 70 por ciento de las 25 mil especies de plantas vasculares que existen en el planeta. Los microclimas auxilian al desarrollo de hermosas especies vegetales y animales, muchas endémicas y que peligran por la exagerada e inadecuada colonización, por la destrucción del hábitat, la explotación del petróleo que contamina la tierra, los bosques, las aguas y a sus habitantes.
El negocio de las plantas medicinales deberá ser controlado, así como las empresas madereras.
Por la ambición económica están en peligro la biosfera y las selvas, salvarlas es nuestra responsabilidad porque la biodiversidad es esencial para el equilibrio natural y humano.

#### Parque Nacional Yasuní

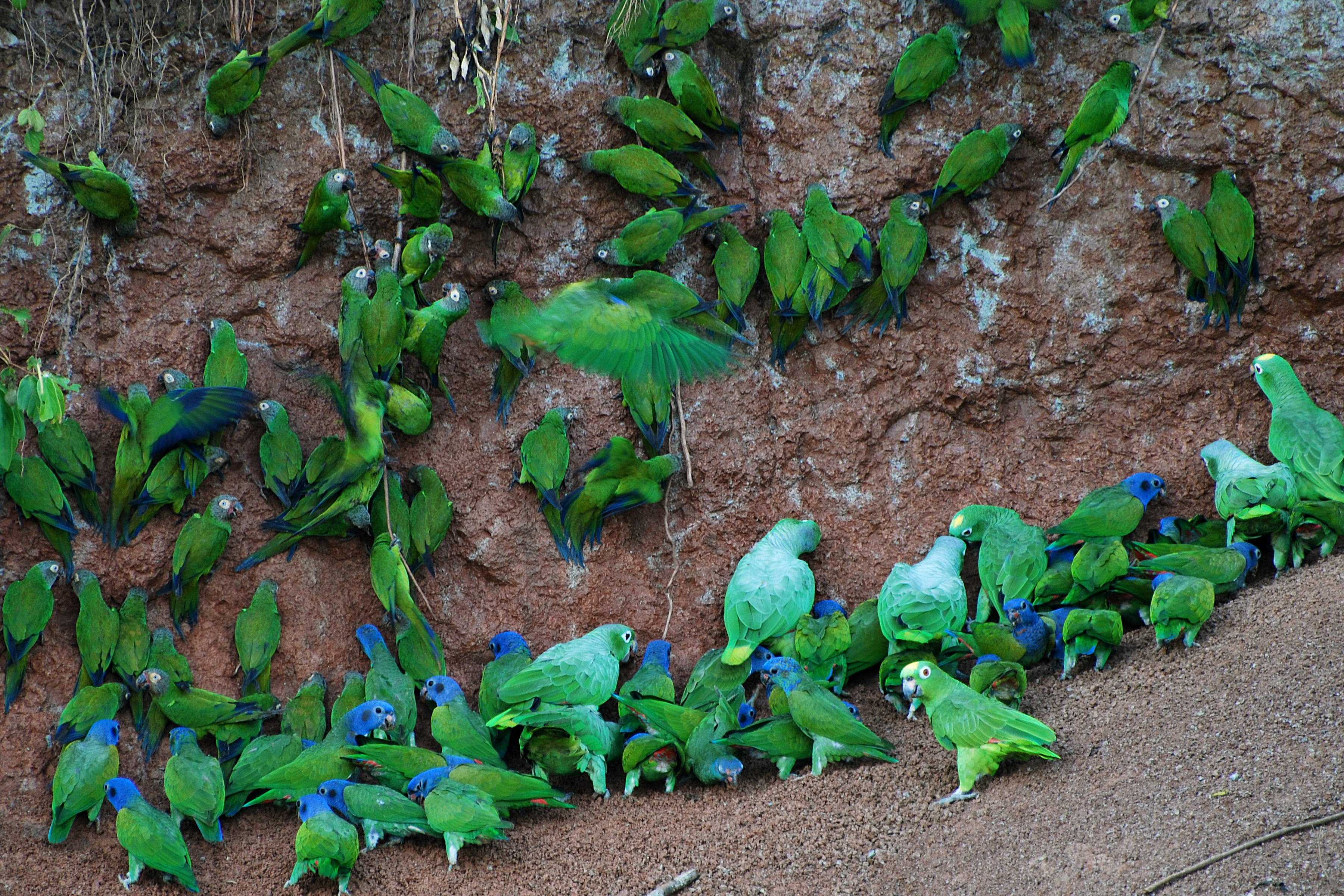
Loros en el parque nacional Yasuní, Orellana

El Parque nacional Yasuní es un parque nacional ecuatoriano que se extiende sobre un área de 9820 kilómetros cuadrados en las provincias de Orellana y Pastaza,  entre el río Napo y el río Curaray en plena cuenca amazónica a unos 250 kilómetros al sureste de Quito. El parque, fundamentalmente selvático, fue designado por la Unesco en 1989 como una reserva de la biosfera y es parte del territorio donde se encuentra ubicado el pueblo Huaorani. Dos facciones huao, los tagaeri y taromenane, son grupos no contactados.
Está situado en áreas de las subcuencas de los ríos Tiputini, Yasuní, Nashiño, Cononaco y Curaray, tributarios del río Napo, quien a la vez desemboca en el Amazonas. El Parque tiene forma de herradura y comprende desde la zona sur del río Napo y norte del río Curaray, extendiéndose por la cuenca media del río Tivacuno. Según un reciente estudio el parque nacional Yasuní y la zona ampliada subyacente se consideran la zona más biodiversa del planeta por su riqueza en anfibios, aves, mamíferos y plantas. Este parque cuenta con más especies de animales por hectárea que toda Europa junta.[cita requerida]
Cabe resaltar que la zona amazónica ecuatoriana es rica en yacimientos de petróleo y que la economía petrolera es el pilar sobre el que se sostiene la economía del Estado ecuatoriano desde la década de 1970. Ante esto, en el año 1998 el gobierno de Jamil Mahuad declaró la zona sur de PNY zona intangible, para proteger a los pueblos no contactados y preservar la reserva de la biósfera lejos de los campos petroleros. Desde el año 2007 alrededor del PNY se ha formulado una propuesta denominada Iniciativa ITT para mantener el crudo bajo tierra aplicando un tipo de compensación económica internacional, la que no ha podido concretarse.
Yasuní es una de las zonas de la Tierra más biodiversas, los estudios hablan de 150 especies de anfibios, 121 de reptiles, 598 especies de aves, entre 169 (confirmadas) y 204 (estimadas) de mamíferos, y en flora se han identificado 2113 especies y se estima que existirían alrededor de 3100.
El término Yasuní, sin conocer su origen lingüístico, significa "tierra sagrada" como es interpretado de manera general por comunidades de la zona.[cita requerida]

#### Reserva de Producción Faunística Cuyabeno

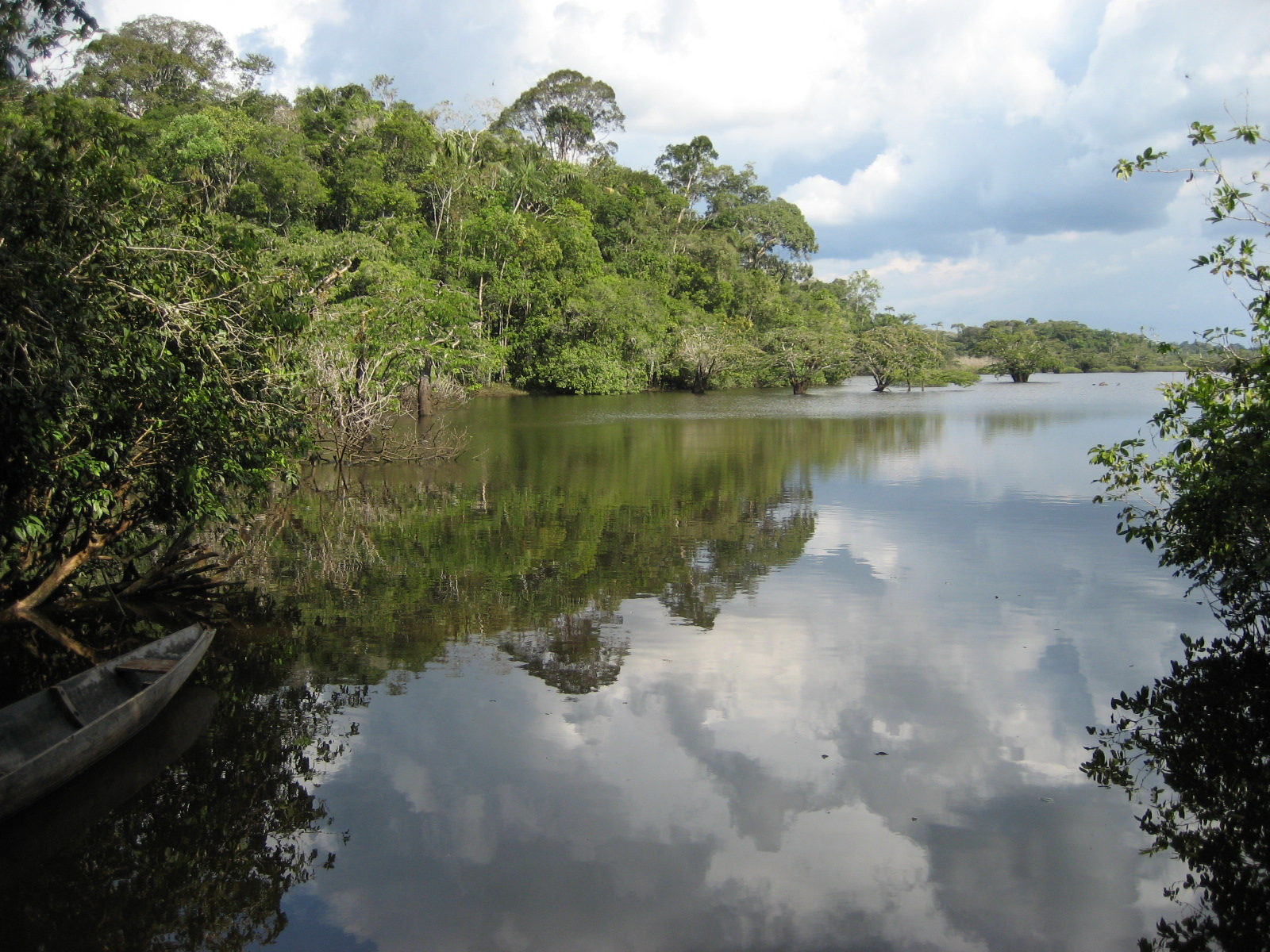
Laguna en el Cuyabeno, Sucumbíos

La Reserva de Producción Faunística Cuyabeno se encuentra situada en la Provincia de Sucumbíos, en el noreste de la Región Amazónica de Ecuador. Se trata de un lugar con una gran biodiversidad, hogar de una de las más grandes concentraciones de vida salvaje, tanto en flora como en fauna. Un complejo sistema de formaciones lluviosas, 13 lagunas, ríos y un bosque tropical que hacen de las 603.000 hectáreas un récord en cuanto a los más altos niveles de biodiversidad en el mundo.
El Cuyabeno tiene más de 550 especies diferentes de aves: 60 especies de orquídeas; más de 350 especies de peces; una gran variedad de reptiles como las anacondas, caimanes y tortugas de río. Se estiman en 12.000 las especies de plantas encontradas dentro de la reserva. Y muchas especies de mamíferos, incluyendo el increíble Tapir (Tapirus terrestris). La Reserva también es hogar de especies raras, como el mítico delfín rosado de río, el Hoatzin o águila de la región, con su apertura de alas de 8 pies.
Ya que la Reserva del Cuyabeno pertenece al Sistema Nacional de Áreas Protegidas, muy pocos Operadores de Turismo están calificados para trabajar en esta zona. Esta es una razón por la que no se encuentran muchos turistas visitando el área, así que se puede disfrutar la naturaleza y sus magníficos sonidos.
Es un bosque tropical, con precipitaciones entre 3.000 y 4.000 mm³ por año, y humedad entre 85 y 95%. De diciembre a marzo tiene una marcada temporada seca; la temporada lluviosa va desde abril hasta julio, y desde agosto a noviembre la lluvia es moderada. La temperatura anual oscila alrededor de los 25 °C.
Muchas comunidades étnicas viven en las orillas de dos ríos muy importantes, el río Aguarico y el río Cuyabeno, en particular, los Cofanes y los Siona-Secoya, ambos legendarios en esta área. La comunidad Siona habita la parte norte de la Reserva del Cuyabeno, en Puerto Bolívar y el río Tarapuy.

#### Parque nacional Podocarpus

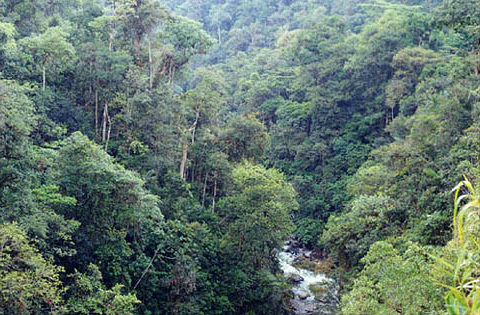
Bosque que rodea al río Bombuscaro, Zamora

El Parque nacional Podocarpus es un parque nacional ubicado en las provincias de Loja y Zamora, en el sur oriente del Ecuador. Fue instaurado el 15 de diciembre de 1982. El Parque es una zona de megadiversidad y una zona de alto grado de endemismo debido a su ubicación entre sistemas biológicos diversos.
Se extiende sobre 146.280 km²; en las dos estribaciones de la Cordillera Oriental de Los Andes hasta las cuencas de los ríos Nangaritza, Numbala y Loyola. Cerca del 85 % del parque está en la provincia de Zamora y cerca del 15 % en la provincia de Loja. 
El parque nacional se estableció con el fin de proteger al bosque más grande de romerillos en el país, compuesto por tres especies del género Podocarpus, la única conífera nativa del Ecuador. 
Dentro del parque se ha desarrollado un medio biológico único, representando especialmente por la avifauna única en el área. 
El parque nacional Podocarpus alberga un complejo de más de 100 lagunas, una de las más conocidas son las Lagunas del Compadre. También hay cascadas, cañones y varias clases de mamíferos y plantas.
Para acceder al parque existen dos entradas principales correspondientes a sus zonas biogeográficas, la una está en el Sector Cajanuma en la zona biogeográfica alta. La otra está en el Sector Bombuscaro, correspondiente al río Bombuscaro en la zona biogeográfica baja. Además existen dos accesos alternativos en la zona biogeográfica alta de la provincia de Zamora, el uno está en el Sector Romerillos, correspondiente al río Jamboé y otro menos conocido ingresando por el Cerro Toledo desde la vía Yangana-Valladolid. 
El parque posee una flora excepcional, ha sido considerado el Jardín Botánico de América, pues está situado en el territorio donde se sobreponen los centros de endemismo de los Andes del Norte y Tumbes.
En sus ecosistemas de bosques húmedo montano y montano bajo, localizados en el Nudo de Sabanilla, así como de los bosques muy húmedo montano y premontano en la cuenca del río Numbala, hay más de 4.000 especies de plantas entre las que se destacan árboles que pueden medir hasta 40 metros como el romerillo, del cual lleva el nombre el parque, y muchas otras valiosas como la cascarilla, denominado el árbol nacional del Ecuador, y una variedad infinita de orquídeas.
Existen diferencias puntuales entre la vegetación de los páramos de la zona y del norte del país, básicamente porque se encuentran más bajos, en las crestas de las montañas y en la zona de transición de un verdadero páramo que no se desarrolla a plenitud, debido a la poca elevación del terreno. Entre las principales especies encontradas en la región están la chilca, laurel, aguacolla, uvilla, sauco negro, pumamaqui, sapan, arrayán, cashoco, aliso, acacia, salvia, guato blanco, cedro, higuerilla, nogal, yumbingue y canelón.
Hay más que 560 especies de aves que se registran en el parque. Este representa 40% de las aves de Ecuador y 6% de aves mundiales. Por eso, está notado como un área importante para conservación de aves. También hay 46 especies de mamíferos incluyendo oso de anteojos
(Tremarctos ornatus), tapir andino (Tapirus pinchaque), ratón marsupial común (Caenolestes fuliginosus), zorro hediondo (Conepatus semistriatus), ciervo enano (Pudu mephistophiles) Israel
Para visitar este lugar existen cuatro senderos: Oso de Anteojos de 400 m con una pendiente moderada y de fácil acceso; el bosque nublado, de 750 m; El Mirador con 1,5 km son de nivel medio. Adicionalmente para excursiones de un día, se puede continuar el circuito por el sendero El Mirador con un recorrido de 3,5 km. Para retornar hasta el refugio, pero algunas partes de este sendero son difíciles por lo que se debe extremar la seguridad en el camino. Además, hay senderos largos donde se necesita hacer campin.
Loja es la ciudad más cerca con aeropuerto, pero Zamora también se queda cerca. De Loja se tarda 25-40 minutos para llegar a 3 de las 4 entradas, y 2 horas para llegar a la entrada Vilcabamba.

#### Puyo

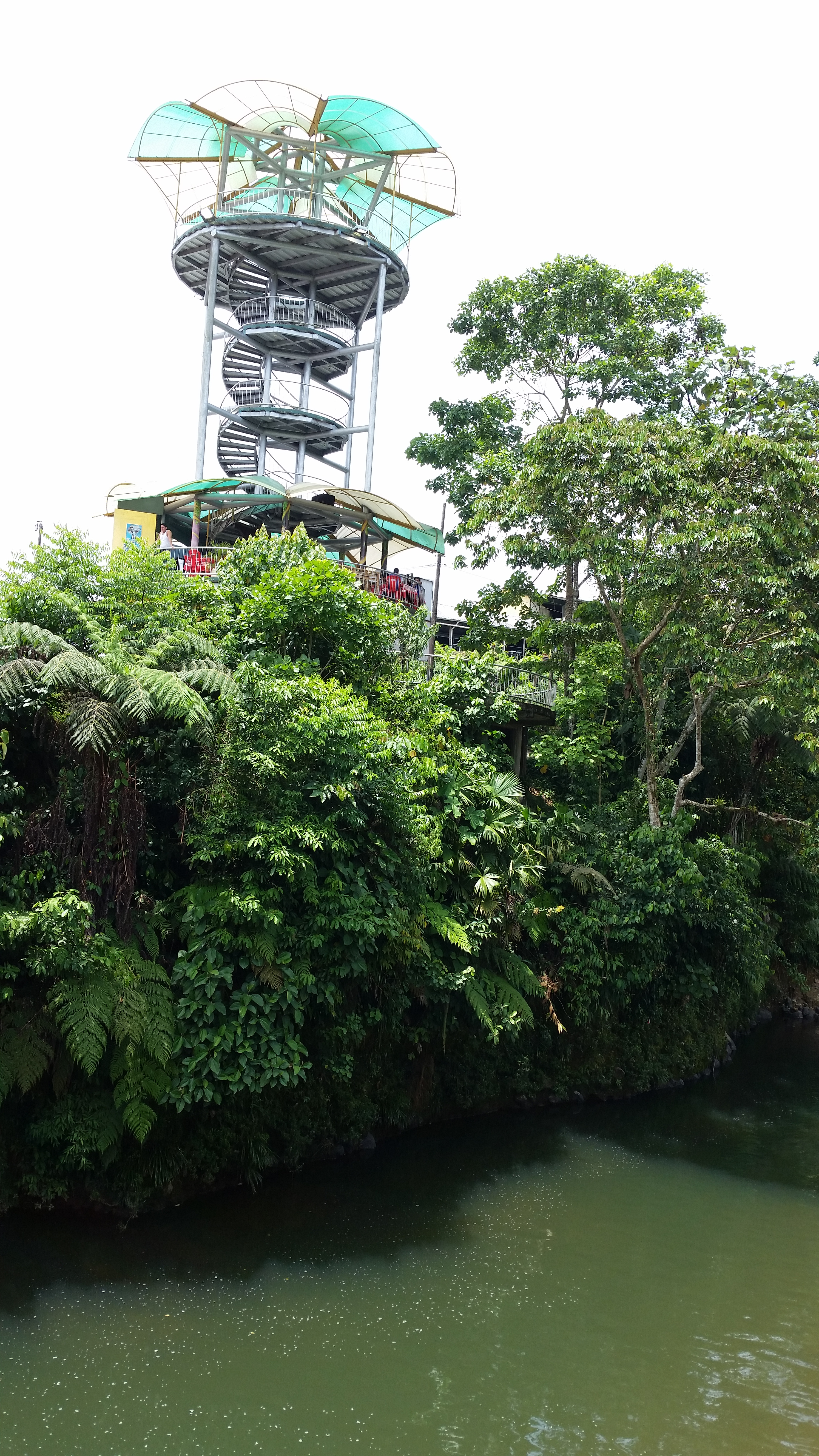
Mirador del Paseo turístico del río Puyo.

El turismo en una de las industrias más vitales de Puyo y, en los últimos años, está en constante cambio. La ciudad se encuentra con una creciente reputación como destino turístico por su ubicación en plena selva amazónica, una de las siete maravillas naturales del mundo. A través de los años, Puyo ha incrementado su oferta turística; actualmente, el índice turístico creció gracias a la campaña turística emprendida por el gobierno nacional, "All you need is Ecuador" (Todo lo que necesitas es Ecuador). El turismo de la ciudad se centra en su belleza natural, interculturalidad, gastronomía y deportes de aventura. En cuanto al turismo ecológico, la urbe cuenta con espaciosas áreas verdes, y la mayoría de los bosques y atractivos cercanos están bajo su jurisdicción. Los destinos turísticos más destacados son:
- Paseo turístico de los ríos Pambay y Puyo: es uno de los atractivos más importantes de la ciudad; considerado un balneario popular, donde se existe una gran cantidad de personas nadando, deleitando del paisaje y sobre todo del clima húmedo y caluroso que ofrece; también es un excelente sitio para tomas fotográficas del sitio y además se hacen presentes varios remansos con pozas profundas para realizar actividades deportivas. El recorrido completo del paseo turístico dura casi una hora, aquí se tiene la oportunidad de cruzar dos puentes colgantes y algunos puentes hechos en madera. Es un sendero de 2,5 km. en el que se recorre las riberas de los dos ríos, donde existe gran diversidad de especies vegetales entre las que se destacan las plantas herbáceas así como acacias, bromelias, orquídeas, palmas, etc. También exten guatines, tusas, armadillos, lagartijas, ranas, sapos y serpientes como la chonta caspi, coral, culebra ciega, etc.[11]

- Parque Botánico "Las Orquídeas": es el producto de una idea originada 1980. Se encuentra en la vía Macas, desvío a San Jacinto en el barrio "Los Ángeles". Tiene 6.75 hactáreas, en las que habitan: 300 especies de orquídeas, 30 especies introducidas, 38 variedades de heliconias, 70 variedades de bromelias, etc.; desde 1980 el bosque se ha regenerado y ha dado lugar al crecimiento de especies como: laurel, ahuano, caoba blanco, sandi, canelo, jatuncholo, boya, achotillo, balsa, cedro, canelo, café, ceibo, algodón, tucuta, caucho, arrayán, moral fino, roble rojo, roble rosado, etc. Existe una variedad de insectos como: chinches, cigarras, grillos, saltamontes, coleópteros y mariposas; además existen tortugas y caracoles de tierra, y peces como: las tilapias, cachamas y carpas.[12]

- Parque Acuático Morete Puyu: fue construido en 2004, por el municipio, con el objetivo promover el turismo. Se ubica en la Calle Teniente Hugo Ortiz detrás del Terminal Terrestre. Tiene capacidad para 3.000 personas y sus atractivos son la piscina de olas, y los toboganes más altos del país, el sauna, Turco, hidromasaje, la piscina semiolimpica, piscina de clavados, canchas de tenis, basketbol, fútbol, vóley y áreas verdes. Además tiene un centro de recepciones con capacidad para 300 personas.[13]

- Parque Real de Aves Exóticas: se encuentra el km. 1 de la vía Puyo - Macas, en el Barrio la Unión, detrás de la Iglesia. Se asienta en una hectárea de terreno y alberga casi 500 aves de todo el mundo, como los faisanes de Asia, avestruces, pavos reales, el ave unicornio, 25 tipos de gallinas, 20 de palomas, patos y pericos. Además poseen aves locales como: loros, guacamayos, tucanes, etc.[14]

- La Iglesia catedral y el parque central "12 de mayo": tienen un indudable valor histórico, ya que desde aquí la ciudad se ha ido expandiendo, además en el parque se sitúa el Monumento a los Héroes de la Guerra del Cenepa.[15]

- Malecón Boayacu Puyu: está ubicado al este de la ciudad en las riberas del río Puyo; recorriendo gran parte del trayecto del río en su paso por la ciudad. Empieza al noreste con un mirador, que posee una vista espléndida de la ciudad y sus alrededores llegándose a ver incluso, en los días despejados, los volcanes Sangay y Altar. Al otro lado del mirador se puede observar al río Puyo. Al pie del mirador se encuentra la entrada al Paseo turístico de los ríos Pambay y Puyo, y también existen restaurantes en el lugar en el cual se ofrece el plato típico de la ciudad: el ceviche volquetero. Siguiendo el malecón se encuentra el monumento a las mujeres de las 7 nacionalidades.[16]

- Centro Indígena Ñucanchi Allpa: es una asociación conformada por personas de diferentes nacionalidades (quichua, shuar, huaorani, zápara, achuar, shiwiar y andoa). El atractivo turístico consta de una choza donde se oferta numerosas artesanías y comidas típicas, también se realizan bailes autóctonos y curaciones shamánicas al público.

## Demografía
La población de Ecuador es diversa y en ella podemos distinguir los cinco grupos en los que se divide con claridad la población según el censo hecho en el 2001: mestizos (74.4%), blancos (10.5%), amerindios (6.8%), mulatos (2.7%), negros (2.2%) y otros (0.3%). En el Amazonas vive aproximadamente un 5% de población ecuatoriana. También es muy importante considerar la existencia de pueblos que se mantienen sin contacto voluntario con la sociedad nacional, como los tagaeri, los taromenane y los oñamenane, de la nacionalidad huaorani, ubicados en las provincias de Orellana y Pastaza.
En la siguiente tabla se ordenan las ciudades amazónicas que tienen más de 5 000 habitantes, según con los resultados del censo de 2022:
| N.º Regional | N.º Nacional | Ciudad                                                            | Provincia        | Población (2022) |
| ------------ | ------------ | ----------------------------------------------------------------- | ---------------- | ---------------- |
| 1            | 27           | Nueva Loja                                                        | Sucumbíos        | 55 627           |
| 2            | 31           | El Coca                                                           | Orellana         | 51 281           |
| 3            | 47           | [[Archivo:\|20x20px\|border\|Bandera de Puyo]] Puyo               | Pastaza          | 33 325           |
| 4            | 52           | [[Archivo:\|20x20px\|border\|Bandera de Tena]] Tena               | Napo             | 29 724           |
| 5            | 63           | [[Archivo:\|20x20px\|border\|Bandera de Macas]] Macas             | Morona Santiago  | 22 298           |
| 6            | 69           | [[Archivo:\|20x20px\|border\|Bandera de Zamora (Ecuador)]] Zamora | Zamora Chinchipe | 17 584           |
| 7            | 72           | Shushufindi                                                       | Sucumbíos        | 16 328           |
| 8            | 75           | La Joya de los Sachas                                             | Orellana         | 16 023           |
| 9            | 80           | Yantzaza                                                          | Zamora Chinchipe | 13 335           |
| 10           | 94           | Sucúa                                                             | Morona Santiago  | 10 846           |
| 11           | 106          | Gualaquiza                                                        | Morona Santiago  | 9 157            |
| 12           | 118          | Archidona                                                         | Napo             | 7 353            |
| 13           | 134          | Palora                                                            | Morona Santiago  | 5 748            |
| 14           | 139          | Loreto                                                            | Orellana         | 5 377            |
| 15           | 140          | El Pangui                                                         | Zamora Chinchipe | 5 340            |

### Comunidades indígenas
- Siona: esta etnia se encuentra ubicada en el nororiente ecuatoriano en los límites con Colombia, en la parte alta del río Aguarico en la provincia de Sucumbios. Pertenece a la familia lingüística tukano occidental y sus lenguas oficiales son el paicoca y el español.

- Cofán: sus idiomas oficiales son el español y el A’inagae. Actualmente la conforman un total de 342 personas divididas en 74 comunidades en la provincia de Sucumbios. Sus principales actividades son la caza y la pesca, las cuales complementan con el cultivo de café y algodón y la elaboración de artesanías.

- Secoya: al igual que la comunidad Siona, esta etnia pertenece a la familia lingüística tukano occidental. Se encuentran ubicados en territorios cercanos al Cuyabeno, en las riberas y cuenca del río Aguarico, en las provincias de Sucumbios y Orellana. Sus idiomas oficiales son el paicoca y español. En la actualidad esta comunidad se encuentra conformada por un total de 330 personas distribuidas en 78 familias. Sus actividades económicas son la caza, la pesca y la agricultura. Esta comunidad debe enfrentarse a varios problemas como la contaminación ambiental, la presencia de colonos, compañías petroleras y compañías productoras de palma.

- Waorani: ese pueblo se encuentra ubicado entre el río Napo, al norte, y el río Curaray, al sur, a lo largo de los ríos Yasuní, Shiripuno y Cononaco, provincias de Orellana y Pastaza. Su idioma oficial es el Wao terero. Esta comunidad es conocida principalmente por su habilidad en la caza y en la guerra, además de los relatos de los misioneros. En la actualidad su población es de alrededor de 1800 personas. Existe un grupo de Waos, de aproximadamente 100 personas, conocidos como los pata colorada (Tagaeris) que han decidido aislarse para mantenerse al margen de todas las manifestaciones de la cultura occidental.

- Záparo: es una de las comunidades del Amazonas ecuatoriano que menos se ha trabajado. Según el censo de 1991 su población estaba compuesta por unas 24 personas. Se encuentran ubicados en las orillas de los ríos Conambo, Pindoyacu y Curaray. Su idioma oficial es el zapara que con el pasar de los años se está perdiendo poco a poco.

- Kichwas: esta etnia se encuentra dividida en dos comunidades Los Quichuas del Napo que se encuentran ubicados en las orillas de los ríos Napo, Aguarico, San Miguel y Putumayo; los quichuas de Pastaza se localizan en los bancos de los ríos Curaray, Bonbonaza y Pastaza. Es una de las comunidades con mayor número de pobladores, con cerca de 60.000 habitantes. Existen dos variedades lingüísticas: el quichua bajo, subdividido en quichua del Napo y quichua del Pastaza; y el quichua Alto.

- Achuar: se encuentran ubicados en las provincias Pastaza (Ríos Pastaza, Capahuari, Copataza, Bobonata, y Conambo) y de Morona Santiago. Su lengua oficial es el achuar que pertenece a la familia lingüística jivaroana. Esta comunidad se encuentra tanto en Ecuador como en Perú, en territorio ecuatoriano tiene una población aproximada de 5 440 personas, repartidas en 836 familias. Sus actividades económicas más importantes son la agricultura, la caza, la pesca y la recolección de frutos.

- Shuar: esta comunidad se encuentra ubicada en las provincias de Zamora Chinchipe y Morona Santiago, y la parte sur de la provincia de Pastaza. Su idioma oficial es el shuar chicham que proviene de la misma familia lingüística de la comunidad achuar, la jivaroana. Su población oscila en torno a las 110 000 personas, establecidas en 668 comunidades según los datos recogidos en 1991. Sus principales actividades económicas son la horticultura y la producción de artesanías.

- Shiwiar: los shiwiar han sido los habitantes tradicionales de los territorios ubicados en la cuenca alta del Río Corrientes y la cuenca alta del Río Tigre. El vocablo “shiwiar” es multisemántico, esto es, tiene más de un significado. Por ejemplo: “Ii shiwiar” significa “nuestra familia”; “shiwiartikia” significa “nosotros como los shiwiar”; “eakmint shiwiar” significa “cazador” y denota una identificación cultural como “los conocedores de la selva”, o “personas capaces”, o “aquéllos que pueden valerse en la vida”.

- Andoas: los sndoas, han sido uno pueblo desconocido hasta hace poco, pues le presencia de misioneros y el dominio del quichua se impuso en varias etnias débiles de nuestro Oriente, pero Duche, a través de la Subsecretaría de Cultura, se encargó de investigar los vestigios y las raíces históricas de este pueblo, descubriendo sus antecedentes y logrando ubicar a las últimas familias en la comunidad de Pucayacu, en la parroquia Montalvo, al sureste de Puyo. Son la última etnia descubierta y reconocida en Pastaza, por lo que no se tiene mayor información exacta sobre sus protagonistas, como testimonio vivo de sus existencias.

- Zápara: es una de las comunidades del Amazonas ecuatoriano que menos se ha trabajado. Según el censo de 1991 su población estaba compuesta por unas 24 personas. Se encuentran ubicados en las orillas de los ríos Conambo, Pindoyacu y Curaray. Su idioma oficial es el zapara que con el pasar de los años se está perdiendo poco a poco.

- Tagaeri: son un clan del pueblo wuaorani. Viven en el parque nacional Yasuní, en la parte ecuatoriana de la Cuenca del Amazonas. Su nombre, en idioma wuaorani, deriva del nombre de un guerrero llamado Taga, que condujo a este clan lejos del resto de los wuaorani. Aunque comparten un patrimonio cultural y lingüístico con demás wuaorani, han continuado viviendo el estilo de vida nómada tradicional, en otro tiempo común entre todos los wuaorani, y se han opuesto ferozmente al contacto con el exterior, convirtiéndose en uno de los llamados pueblos no contactados del mundo. Además de los tagaeri, en la zona viven otros tres grupos no contactados: el taromenane, el oñamenane y el huiñatare.[17][18]

## Gastronomía
La región tiene una variedad de platillos, principalmente elaborados con productos de la zona. Los platos típicos son:
- Seco de Guanta
- Maito de guanta
- Maito de tilapia
- Maito de carachama
- Maito de cachama
- Maito de menudencia de pollo
- Maito de chontacuro
- Pincho de chontacuro
- Sopa de cachama
- Sopa de carachama
- Ceviche de hongos
- Ceviche de palmito
- Ceviche de volquetero
- Chicha de chonta
- Chicha de yuca
- Chicha masticada de yuca
- Ayampaco
- Guatusa
- Buñuelos de yuca
- Armadillo
- Ancas de rana
- Guayusa
- Ayahuasca